# Карл Вундерліх
Карл Вундерліх (повне ім'я Карл Рейнгольд Август Вундерліх, нім. Carl Reinhold August Wunderlich; 4 серпня 1815, Зульц-ам-Неккар — 25 вересня 1877, Лейпциг, Саксонське королівство, Німецька імперія) — німецький лікар і медичний історик, професор, вважається співзасновником фізіологічної медицини та конституційної терапії. Відомий своїми дослідженнями клінічного перебігу черевного тифу і встановленням завдяки численним вимірюванням середньої нормальної температури тіла людини у 37 °C.

## Біографія
Упродовж 1837—1838 років він здійснив поїздку в Париж, а потім став асистентом у лікарні Катарінен у Штутгарті. 1840 року був габілітований як терапевт у Тюбінгені. Після закінчення дисертації Die Nosologie des Typhus. Eine Beleuchtung der wichtigsten Ansichten über dieselbe («Нозологія тифу. Висвітлення основних поглядів на це») йому присуджено науковий ступінь доктора філософії в медицині. Після цього продовжив роботу в Парижі, а потім проводив лекції для військових лікарів у Штутгарті в зимовий семестр 1839/40 років. Потім зробив навчальний візит до Відня восени 1840 року. Упродовж 1840—1843 років був приват-доцентом медичної клініки Тюбінгенського університету. У 1842—1859 роках опублікував разом з Вільгельмом Розером і Вільгельмом Ґрізінґером «Архів фізіологічної медицини».
У квітні 1841 року, попри певні дебати на медичному факультеті, Вундерліх став асистентом у професора Георга Германна (1807—1844). У 1843 році він став його заступником, а з 1846 року — професором і директором медичної клініки в Тюбінгені. Через чотири роки він переїхав до Лейпцизького університету як професор і медичний директор університетської клініки. Там він впровадив клінічну педагогіку, поєднану з суворою методологією діагностики та емпіричного спостереження за хворими. Він ввів креслення графіків температури тіла в лікарні, мотивуючи це тим, що гарячка не є хворобою, а симптомом. Термометр, яким він користувався, як повідомлялося, був завдовжки 30 см і вимагав 15 хвилин для реєстрації температури. Загалом він визначив температуру пахв 25000 пацієнтів по декілька разів, що склало за приблизними оцінками більше мільйона термометрічних досліджень. Окрім своїх основних обов'язків він щорічно читав лекції з особливої патології й терапії, неодноразово з психіатрії, бальнеології й курортології, історії медицини.
Потенціал Вундерліха повністю використовувався під час тяжкої епідемії холери, що вирувала в Лейпцигу 1866 року, а під час французько-прусської війни усі медичні заклади в Тюбінгені перебували під його керівництвом. У 1859 році він відхилив запрошення до Бреслау, а в 1871 році запропоновано змінити роботу в Лейпцигу на посаду особистого лікаря кайзера (нім. königlicher Leibarzt), а також президента Landes-Medicinal-Collegium в Дрездені. У 1871 році його призначено в організаційну комісію відділу медицини з будівництва та проєктування психіатричних лікарень. Він наприкінці своєї кар'єри читав лекції на тему «Патологія і терапія хвороб нервової системи», а також з психіатрії, в яких він представляв погляди Вільгельма Ґрізінґера. Вундерліх був вчителем Карла Людвіга Кальбаум і Еміля Крепеліна. Крім своєї педагогічної діяльності він очолював велику і визнану приватну практику, створивши «Лейпцизький клінічний квартал» на Лібігштрассе.
Він мав міцне здоров'я аж до листопада 1866 року, коли захворів на тяжку пневмонію, після якої тривалий час в нього зберігалися ознаки знесилення і, особливо, підвищена дратівливість. Він, однак, відновився, не в останню чергу через тривале перебування на півдні Франції, і зумів відновити свою практику. Проте його син, також лікар, серйозно захворів взимку 1869/1870 рр., що погіршило здоров'я батька. Вундерліх оговтався ще раз, але після раптової смерті сина в 1873 році не зміг знову відновитися і помер через чотири роки.

## Наукові здобутки та визнання
Його дослідження клінічних проявів черевного тифу на той час мали велике значення для діагностики хвороб. Він вивчав характер гарячки й показав, що вона триває 5-6 тижнів, поступово підвищуючись упродовж перших 5—7 діб до 39—40 °C, потім триває 3-4 тижні на цьому рівні й в останній тиждень поступово зменшується до норми. Зрештою вимальовується трапецоїдна крива гарячки, яку на честь Вундерліха назвали «вундерліховською кривою або трапецією». Тоді ж він запропонував декілька клінічних критеріїв черевного тифу, які було далі об'єднано у поняття «правило Вундерліха»:
- Будь-яке захворювання, при якому температура досягає 40 °C у вечір першого дня, не є черевним тифом.
- Будь-яка хвороба, при якій температура не досягає 39,5 °C у вечір четвертого дня, не є черевним тифом.
- При черевному тифі максимальне підвищення температури тіла відбувається ввечері.
- На сьомий день відбувається найбільше підвищення температури тіла, яке тримається на високому рівні упродовж декількох тижнів.
- Зниження температури тіла до норми завжди здійснюється лізисом.

Це правило наразі визнано не абсолютним.
Також його ім'я носить описаний ним клінічний синдром ретроперитонеального крововиливу в область нирки.
На його честь названо одну з кардіологічних станцій Університетської клініки медичного факультету Гейдельберзького університету.
На думку деяких дослідників історії медицини, принцип медичної етики: «Лікувати слід не хвороби, а людей» (який, як правило, приписується Людольфу фон Крелю, насправді сформульований вперше Вундерліхом, а Крель лише точніше конкретизував його.

## Основні наукові праці
- Ein Beitrag zur Geschichte und Beurtheilung der gegenwärtigen Heilkunde in Deutschland und Frankreich. Wien und Paris, 1841.
- Versuch einer pathologischen Physiologie des Blutes. Stuttgart: Ebner & Seubert, 1845.
- Ueber Pulsdifferenz. Tübingen, 1850. With Benno Heilbut.
- Handbuch der Pathologie und Therapie. Stuttgart, 1850—1852; 2nd and expanded edition in 4 volumes, 1852—1856.